# Pilobates incisura
Pilobates incisura är en kvalsterart som först beskrevs av Berlese 1916.  Pilobates incisura ingår i släktet Pilobates och familjen Haplozetidae. Inga underarter finns listade i Catalogue of Life.